# Famiglia di Detroit
La Detroit Partnership, conosciuta anche come famiglia di Detroit, Detroit Combination, Detroit Outfit o famiglia Zerilli, è una famiglia mafiosa con sede a Detroit, nel Michigan. La Famiglia fu fondata alla fine dell'800 dai primi "uomini d'onore" siciliani arrivati in città e provenienti soprattutto dalle cittadine di Cinisi, Terrasini, Partinico e Alcamo. Con le cosche mafiose di queste cittadine la Famiglia ha ancora oggi strettissimi rapporti di collaborazione, soprattutto nel settore del narcotraffico e nel riciclaggio di denaro sporco. Viene considerata una delle famiglie più potenti degli Stati Uniti, assieme alle Cinque famiglie ed alla Chicago Outfit.

## Storia

### Origini
La famiglia di Detroit fu fondata da due componenti della Mano Nera, i fratelli siciliani di Alcamo Vito e Salvatore Adamo. Attivi soprattutto nella Little Italy di Detroit, Vito e Salvatore si occupavano oltre che di estorsioni, della vendita di liquori nella comunità italiana, di furti, rapine e dirottamenti di camion.
Nel 1912, arrivarono i fratelli Giannola da Terrasini, anche loro siciliani, ed iniziarono una guerra contro gli Adamo.
+ Antonio "Tony" Giannola era un leader carismatico, mentre il fratello Salvatore "Sam" Giannola un esecutore spietato. C'era anche Gaetano Giannola, il maggiore dei fratelli, nonché consigliere dei fratelli. I Giannola acquisirono un negozio di alimentari, in realtà una copertura per la ricettazione, scoperta nel 1911 dai poliziotti che confiscarono 2000 dollari in litri d'olio d'oliva. Ad informare la polizia fu Sam Beundo, un ex-socio dei Giannola. Beundo fu ritrovato mutilato e carbonizzato una settimana dopo. Il suo omicidio portò ai fratelli Giannola un misto di rispetto e timore nel sottobosco criminale italiano.

### Conflitto Giannola-Adamo
Nel 1912-1913 i Giannola sottrassero alcuni racket degli Adamo. I fratelli Giannola credevano di essersi assicurati la vittoria sulla gang di Adamo, poiché molti dei loro membri furono uccisi. Adamo si alleò con il capo mafia Pietro Mirabile, mentre i Giannola prendevano i suoi racket a Little Italy. Successivamente la banda di Adamo si vendicò lasciando due membri della gang Giannola, William Catalano e John Jervaso, morti nell'aprile 1913. Queste uccisioni furono a loro volta seguite da una serie di uccisioni e arresti di entrambi i lati. I pestaggi, accoltellamenti e sparatorie si fermarono temporaneamente quando Vito Adamo ed i due soci furono messi sotto processo per l'omicidio dell'aiutante di Tony Gianolla, Carlo Callego.
Poco dopo fu effettuato un attentato sulla vita dello stesso Tony Gianolla. A metà del 1913 Giannola colpì la gang Adamo con l'eliminazione del loro socio consigliere Ferdinand Palma, un ex- guardia della sicurezza di una banca. L'era dei fratelli Adamo si concluse nel novembre 1913 quando Vito e Sam Adamo furono eliminati mentre uscivano di casa. La gang di Giannola regnò per 5 anni come gruppo mafioso dominante a Detroit, fino a quando nel 1939 i Giannola furono eliminati da Giovanni Vitale. La gang di Giannola controllava i racket più lucrativi di Detroit ed i suoi membri principali includevano John Vitale, Salvatore Catalanotte, Angelo Meli, William Tocco, Joseph Zerilli, Leonardo Cellura e Angelo Polizzi.

### Era del Proibizionismo e prime forme di organizzazione
I primi boss italiani di Detroit erano in realtà leader di gang non organizzate che non formavano una vera famiglia. Solo con Salvatore Catalanotte incomincerà quella che sarà poi conosciuta dai primi anni trenta come la famiglia di Detroit o Detroit Partnership.
Gaspar Milazzo, un mafioso molto influente durante l'era del divieto, era nato nel 1887 a Castellammare del Golfo, Sicilia. Decise di trasferirsi a Detroit da Brooklyn nel 1921 ed era uno stretto alleato di Vito Bonventre e Stefano Magaddino, entrambi provenienti da Castellammare del Golfo. Mentre Gaspar Milazzo era conosciuto come "The Peacemaker" (Il Pacificatore) per la sua capacità come consigliere e mediatore, Stefano Magaddino era conosciuto come "The Undertaker" (Il Becchino).
Gaspare Milazzo si affermò rapidamente come un mafioso potente ed influente all'interno della malavita di Detroit e sarebbe stato riconosciuto come un mediatore capace nelle controversie della Mafia. Detroit aveva una grande popolazione di immigrati siciliani e fu una delle sedi del contrabbando di alcool nel midwest. Al momento dell'arrivo di Milazzo l'ebraica Purple Gang controllava gran parte del traffico d'alcool nella zona. Milazzo si alleò così con Salvatore "Sam" Catalanotte, il responsabile locale dell'Unione Siciliana e uno dei principali e più rispettati boss mafiosi di Detroit, che unì la sua gang con quella di Milazzo, che però fu gestita da Catalanotte. Una leggera rivalità continuò durante gli anni venti fra le varie fazioni della mafia di Detroit, ma per la maggior parte del tempo rimasero alleato e coordinate da Sam Catalanotte.
Con la morte di Catalonotte di polmonite nel febbraio del 1930, all'età di 36 anni, Milazzo mantenne la sua posizione nella mafia locale e continuò a cercare la pace tra le fazioni mafiose locali. In verità, Milazzo fu riconosciuto come il leader della mafia di Detroit. Egli fu uno stretto collaboratore della banda guidata da Angelo Meli, William Tocco e Joseph Zerilli, tre dei principali mafiosi e boss della malavita di Detroit.
Il gruppo mafioso di Milazzo si fuse allora anche con la banda di Angelo Meli ed altre bande, tra cui la "banda del fiume", guidata dai fratelli Thomas e Peter Licavoli, che condivisero con Milazzo gli introiti dei loro racket.
Altri gruppi criminali attivi in quel momento erano la Westside Mob di Joseph Tocco, conosciuto come "The Down River Beer Baron" e la banda di Hamtramck, guidata da Chester La Mare.
Negli anni trenta si formò quella che sarebbe divenuta la già citata Detroit Partnership. Tuttavia durante la Guerra castellammarese (1930-'31), Milazzo fu ucciso colpito alla testa da alcuni suoi sottoposti, come Chester La Mare, contrari all'alleanza con Salvatore Maranzano.

### La Detroit Partnership
Dopo la morte di Gaspar Milazzo, una guerra infuriò all'interno della Mafia di Detroit mentre nello stesso periodo la guerra Castellammarese di New York iniziò ufficialmente.
Durante questo periodo, a Detroit, Chester La Mare, con il sostegno del potente boss di New York Joe Masseria, fu riconosciuto come il nuovo capo della Mafia di Detroit.
Il suo regno è stato traballante e minato continuamente poiché era un uomo segnato, non solo dai suoi colleghi mafiosi, ma dalle forze di polizia locali che perquisivano continuamente i suoi stabilimenti aziendali come i suoi speakeasy ed interferiva con altri suoi racket.La Mare riuscì a rimanere nascosto mentre più di una dozzina di mafiosi furono uccisi a Detroit durante la guerra delle gang Westside/Eastside che durò circa un anno.
Nel febbraio del 1931 La Mare fu tradito da due dei suoi uomini e colpito a morte da questi mentre erano a casa sua.
La morte di La Mare è stata fondamentale nella formazione della famiglia di Detroit o Detroit Partnership come divenne noto all'interno della malavita americana, poiché i mafiosi sopravvissuti alla guerra si organizzarono in un'unica organizzazione per evitare la distruzione.
Con l'eliminazione prima di Joe Masseria e poi di Salvatore Maranzano, Lucky Luciano si affermò come boss della famiglia Masseria ed iniziò ad eliminare tutti i "Mustache Pete" di Cosa Nostra, ossia i "sicilianisti", convincendo i pochi sopravvissuti ad accordarsi con lui. Sotto la guida di Luciano, le Cinque famiglie di New York e svariate altre famiglie della Costa orientale, del Midwest e della Costa occidentale formarono la Commissione. Sotto il nuovo regime della Mafia di New York, che comprendeva appunto Charles "Lucky" Luciano, Joseph "Joe Bananas" Bonanno, Vincent Mangano, Tommaso Gagliano e Joseph Profaci, la Detroit Partnership è stata ufficialmente riconosciuta all'interno della nuova struttura organizzativa della malavita italo-americana.
Dopo aver distrutto definitivamente i residui della Purple Gang, la Detroit Partnership iniziò ad espandersi in tutto il Michigan.
Il primo boss ufficiale della Partnership fu William Tocco, nacque Guglielmo Vito Tocco a Terrasini, in Sicilia, nel 1897, e noto anche come "Black Bill" Tocco.
Tocco era stato uno dei leader della gang Eastside, insieme a Joseph Zerilli e Angelo Meli, che divennero rispettivamente il capodecina di fiducia ed il consigliere di Tocco. Tocco fu incriminato con l'accusa di evasione fiscale nel marzo 1936 e anche se la parte finanziaria del caso è stata depositata nel 1937, Tocco si ritirò dagli affari per l'attenzione che aveva suscitato questa cattiva pubblicità, e lasciò il posto al cognato Joseph Zerilli.
Dopo il suo rilascio dalla prigione nella metà anni ' 40, Tocco si trasferì in Florida, ma senza dubbio mantenne una gran quantità di potere ed influenza nella Partnership. Mentre viveva in semi-pensione a Miami, in Florida, Bill Tocco divenne il consigliere anziano del boss Joe Zerilli, carica che mantenne fino al 1977, quando morì per cause naturali.
Joe Zerilli, noto come "Joe One" o "Joe Z." dai suoi colleghi mafiosi e amici, avrebbe portato la Partnership ad uno status di grande potere nella Cosa Nostra americana.
Negli anni sessanta, Zerilli mantenne stretti e saldi legami con Stefano Magaddino di Buffalo, Sam Giancana di Chicago, Angelo Bruno di Filadelfia, Santo Trafficante Jr. di Tampa, Carlos Marcello di New Orleans e Raymond Patriarca Sr. del New England. Joe Zerilli è rimasto il boss della Mafia di Detroit fino alla sua morte per cause naturali il 30 ottobre 1977, all'età di 80 anni. Joseph "Joe Z." Zerilli è stato uno dei boss della Mafia americana più rispettati della sua epoca, che portò nella tomba il segreto sulla scomparsa di Jimmy Hoffa.
Nel 1977, Giovanni Priziola rilevò la famiglia, che governò fino alla morte nel 1979. Priziola continuò l'espansione a Las Vegas iniziata da Zerilli, grazie anche ai soldi dell'International Brotherhood of Teamsters. Priziola iniziò una stretta cooperazione con le famiglie di Kansas City, Cleveland e Chicago nella "scrematura" dei casinò.

### "Jack" Tocco e situazione attuale
Secondo le forze dell'ordine, Giacomo "Jack" Tocco divenne il boss ufficiale della Detroit Partnership l'11 giugno 1979 in una cerimonia tenuta presso il Timberland Game Ranch a Township Dexter, nel Michigan.
Nel marzo 1996 17 membri e soci della Partnership furono incriminati. Tra gli incriminati c'erano il boss Jack Tocco ed il viceboss Anthony Zerilli. Anche quattro presunti capidecina furono accusati. Uno era Anthony Corrado, che è stato identificato nel 1974 dalla Commissione del gioco del Nevada come uno dei pochi individui di Detroit che hanno ricevuto un trattamento "sontuoso" durante una vacanza presso i casinò di Las Vegas. Anthony Tocco era un altro capo incriminato, così come Vito Giacalone e suo fratello Anthony "Tony Jack" Giacalone, che è uno degli uomini sospettati di essere responsabile della morte del presidente dei Teamsters Jimmy Hoffa.
Si ritiene che, nonostante i membri attuali siano notevolmente diminuiti (circa 50 "uomini d'onore" e più di 1000 affiliati), l'organizzazione abbia dimostrato di essere una famiglia molto stabile e di saper sopravvivere alle forti decimazioni a cui è stata sottoposta dalle indagini dell'FBI, le faide interne e le lotte con i rivali. Essa è ancora considerata una potente organizzazione criminale all'interno dello Stato del Michigan, con la maggior parte dei membri legati da vincoli di sangue tramite parentela o matrimoni, e affiliati capaci che contribuiscono a gestire l'usura, il gioco d'azzardo, i racket, gli stupefacenti, la prostituzione, le scommesse, le imprese legittime e l'estorsione.

## Membri Attuali
- Boss:
- 2014-presente - Jack "Jackie the Kid" Giacalone

- Capo di Strada:
- 2014-2024 - Peter "Blackie" Tocco
- 2024-attualmente - Giuseppe D'Anna

- Vicecapo:
- 2014-presente - Anthony "Chicago Tony" La Piana

- Consigliere:
- 2019-2024 - Peter "Specifiche" Tocco
- 2024-attualmente - Eugene Baratta

- Capiregime:
- Giuseppe "Joey Jack" Giacalone
- Giuseppe "Joe The Hood" D'Anna
- David "Davey la Ciambella" Aceto
- Paul "Big Paulie" Corrado (Forse inattivo)